# Asphalt Chant
Asphalt Chant (изговор: //) је српска дарквејв група из Београда, настала 2007. године.

## Историја
Asphalt Chant наступа на фестивалима попут ЕXIT-а, Дев9т, Фестивала српског подземља, Starwood-а...
Сарађивао је у наступима уживо са страним бендовима као што су Clan of Xymox (NL), She want's revenge (US), The Faces of Sarah (GB), Edges (US/ES), Warteraum (AU), Empty Story (HU), ЕККО the strange (US), Cold Remembrance (GR), Heartbreak Noir (GB), а такође и са бројним домаћим бендовима.
Бенд се појављује на неколико компилација: "И ми плачемо иза тамних наочара", "Време бруталних добронамерника", "Dark:Scene vol. 7", "Dark scene from Balkan" (објављено у Немачкој), "Messages beyond dark dreams vol. 3" (објављено у Русији)...
Британски новинар и писац Мick Меrcer, којем се приписује да је оснивач жанра gothic rock, посветио је пажњу бенду Asphalt Chant у својој књизи 'Music to die for', објављеној 2009. године.

## Чланови
- Алимпије Грегор Сизерен — вокал, гитара
- Винсент Стивенс — гитара
- Марко Волар — бас-гитара
- Ђорђе Наумовић — бубњеви
- Наталија Наумовић — клавијатуре

## Дискографија

### Демо снимци
- "Тамница"
- "Сенка"
- "Фаустов валц"
- "Аризона"
- "Опрост"
- "Искушење"

### Учешћа на компилацијама
- Dark:Scene vol.7
- Dark Scene from Balkan, издата у Немачкој (2009)
  - песма "Искушење"
- Време бруталних добронамерника (2010)
  - песма "Опрост"
- И ми плачемо иза тамних наочара (трибјут групи Добри Исак) (2016)
  - песма "Кад ниси млад"
- Messages Beyond Dark Dreams vol.3, издата у Русији (2017)
  - песма "Тамница"